# Chak Tok Ich’aak I
Chak Tok Ich’aak I (zm. 14 stycznia 378) – władca Tikál. Wstąpił na tron prawdopodobnie w 360 roku. Zmarł w dniu „przybycia” Sihyaj K’ahk’ do miasta Tikál. Tron Tikál objął Yax Nuun Ahiin, syn „Sowy Miotacza Oszczepów”, nieznanej bliżej postaci, być może samego władcy Teotihuacán.